# Slunatci
Slunatci (Eurypygiformes) je řád ptáků, který čítá pouze dvě čeledi, z nichž každá má pouze jednoho žijícího zástupce. Slunatci byli původně řazeni k řádu krátkokřídlých. Zatímco slunatec nádherný (čeleď slunatcovití) obývá vlhké lesy v tropických oblastech Jižní Ameriky, je kagu chocholatý (čeleď kaguovití) endemický druh z Nové Kaledonie.

## Systematika
Řád zahrnuje následující dvě čeledi se dvěma žijícími druhy:
- čeleď slunatcovití (Eurypygidae)
  - slunatec nádherný (Eurypyga helias)
- čeleď kaguovití (Rhynochetidae)
  - kagu chocholatý (Rhynochetos jubatus)